# Lương Nha
Lương Nha là một xã thuộc huyện Thanh Sơn, tỉnh Phú Thọ, Việt Nam.
Xã Lương Nha có diện tích 11,48 km², dân số năm 1999 là 3901 người, mật độ dân số đạt 340 người/km².